# Alexandre Mabboux
Alexandre Mabboux (* 19. September 1991 in Ambilly) ist ein ehemaliger französischer Skispringer.

## Werdegang
Mabboux wurde im Continental-Cup erstmals am 1. Dezember 2007 in Pragelato eingesetzt, schied als 52. jedoch bereits im ersten Durchgang aus. Seine bisher besten Ergebnisse im Continental Cup erreichte er jeweils als 14. bei Sommerspringen am 30. Juli 2010 in Courchevel und am 8. Juli 2012 in Kranj. Bei der Nordischen Skiweltmeisterschaft 2009 in Liberec wurde er für den Mannschaftswettbewerb und den Einzelwettbewerb auf der Großschanze nominiert. Dabei erreichte mit der französischen Equipe den achten Platz, im Einzelspringen kam er auf den 42, Rang. Bei der Juniorenweltmeisterschaft 2007 ersprang er sich mit der Mannschaft den 7. Platz.
Bei den Französischen Meisterschaften im Skispringen 2009 in Chaux-Neuve gewann Mabboux im Teamspringen die Goldmedaille und wurde im Einzelspringen Fünfter. Bei den Olympischen Winterspielen 2010 in Vancouver schied er als 50. in der Qualifikation von der Normalschanze aus. Bei der Qualifikation von der Großschanze konnte er sich ebenfalls als 48. nicht für das Finale qualifizieren. Bei der Junioren-Weltmeisterschaft 2011 in Otepää erreichte er mit der Mannschaft den neunten Platz im Teamspringen und im Einzelspringen den zehnten Platz.
Am 9. Dezember 2011 qualifizierte er sich im tschechischen Harrachov erstmals in seiner Karriere für ein Weltcupspringen und verpasste als 31. die Punkteränge lediglich um einen Platz. Am 15. August 2012 konnte er sich in Courchevel als 19. seine ersten Punkte im Sommer-Grand-Prix erspringen.

## Statistik

### Grand-Prix-Platzierungen
| Saison | Platz | Punkte |
| ------ | ----- | ------ |
| 2012   | 53    | 25     |